# 로런츠 변환
로런츠 변환(Lorentz transformation)은 네덜란드의 수학자겸 물리학자 헨드릭 안톤 로런츠가 발견한, 전자기학과 고전역학 간의 모순을 해결해 낸 특수상대성이론의 기본을 이루는 변환식이다. 예를 들어, 이 변환식을 사용해서 기준 관성계에 일정한 속도로 운동하는 다른 관성계에서 관찰한 입자의 궤적이 어떻게 되는지를 계산할 수 있다. 로런츠 변환은 고전 역학의 갈릴레이 변환을 대체하는 식이다. 이 변환식은 진공에서의 빛의 속도 c를 계수로 포함한다. c를 무한대로 두면 식은 갈릴레이 변환과 동일하게 된다.
로런츠 변환은 군변환(group transformation)의 일종으로, 한 관성계의 공간, 시간좌표 {\displaystyle S}를 {\displaystyle S}에 {\displaystyle {\mathbf {u} }}의 상대속도로 움직이는 다른 관성계의 좌표 {\displaystyle S'}의 좌표를 변환한다. 어떤 사건(event)가 {\displaystyle S}계에서 {\displaystyle (x,y,z,t)}의 시공간 좌표를 갖고, {\displaystyle S'}계에서 {\displaystyle (x',y',z',t')}의 좌표를 갖는다면, 이 두 좌표들 간의 관계는 다음과 같은 로런츠 변환식으로 주어진다.
{\displaystyle x'=\gamma (x-ut)}
{\displaystyle y'=y}
{\displaystyle z'=z}
{\displaystyle t'=\gamma \left(t-{\frac {ux}{c^{2}}}\right)}
여기서
{\displaystyle \gamma ={\frac {1}{\sqrt {1-{\frac {u^{2}}{c^{2}}}}}}}
이고, {\displaystyle c}는 (진공에서의) 광속을 나타낸다.
위 변환식은 상대속도 {\displaystyle {\mathbf {u} }}가 {\displaystyle S} 좌표계의 x축 방향일 때만 성립한다. {\displaystyle {\mathbf {u} }}가 {\displaystyle S}계의 x축 방향이 아닐 때에는 좌표축의 회전을 통해 {\displaystyle {\mathbf {u} }}가 x축 방향을 향하도록 하는 편이 일반적인 로런츠 변환식을 구하는 것보다 간단하다. 또 다른 위 식의 제한조건은 두 시공간 좌표의 원점이 일치해야 한다는 점이다. 즉, {\displaystyle S}계의 {\displaystyle (0,0,0,0)}가 {\displaystyle S'}계의 {\displaystyle (0,0,0,0)}과 일치해야 한다.(수학적인 설명이 부족하므로 추후 다시 수정할 예정)

## 역사
헨드릭 안톤 로런츠가 1900년에 맥스웰 방정식을 보존하는 변환식을 발견했다. 그러나, 로런츠는 에테르 가설을 믿고 있었고, 특수상대성이론을 발표한 아인슈타인에 이르러 이 변환식의 의미가 재해석 되었다.

## 같이 보기
- 사차원 운동량